# ふじたはすみ
ふじた はすみ（2月28日 - ）は、日本の漫画家。広島県出身。血液型はA型。2011年から『ちゃお』（小学館）、『ちゃおデラックス』（同）で活動する。

## 来歴
「キミのとなりの運命感」でデビュー。
代表作は、モデル業界を舞台にした「きらめきランウェイ！」と「ないしょのリリー」。このほかにも、ファッション関係の題材を積極的に取り入れた作風を得意としている。

## 作品リスト

### 連載
- 夢みるチェリーズ
- 探偵ミーミのおしゃれ事件簿（『ちゃお』2015年4月号[2] - 6月号、2015年9月号[3] - 2015年11月号[4]、2016年2月号[5] - 4月号[6]）
- 原宿キャンディキッチン 〜メルのKawaiiレシピ〜（『ちゃお』2016年7月号[7] - 2016年9月号）
- ちあふるワンダーランド（『ちゃお』2017年2月号[8] - 2017年4月号）
- きらめきランウェイ！（『ちゃお』2017年8月号[9] - 2017年10月号、2018年2月号 - 2018年4月号、2018年9月号[10] - 2019年2月号、2019年8月号[11] - 2018年12月号）
- ないしょのリリー（『ちゃおデラックス』2022年1月号 - 2024年11月号、『ちゃおプラス』2025年1月25日 - 連載中[12]）

### 読み切り
- ソラと魔法のクロゼット（『ちゃおデラックス』[13]）
- おしゃべりクロゼット（『ちゃお』2021年5月号[14]）

### 書籍
特記のない限り、小学館〈ちゃおコミックス〉より刊行。
- 『夢みるチェリーズ』2015年1月30日発売[15]、ISBN 978-4-09-136745-7
- 『探偵ミーミのおしゃれ事件簿』2015年 - 2016年、全3巻
  1. 2015年7月24日発売[16]、ISBN 978-4-09-137526-1
  2. 2016年3月1日発売[13]、ISBN 978-4-09-138232-0
  3. 2016年7月22日発売[17]、ISBN 978-4-09-138608-3
- 『原宿キャンディキッチン』2016年11月29日発売[18]、ISBN 978-4-09-138808-7
- 『ちあふるワンダーランド』2017年6月29日発売[19]、ISBN 978-4-09-139444-6
- 『きらめきランウェイ！』2017年 - 2019年、全5巻
  1. 2017年12月27日発売[20]、ISBN 978-4-09-139608-2
  2. 2018年4月27日発売[21]、ISBN 978-4-09-870054-7
  3. 2018年11月29日発売[22]、ISBN 978-4-09-870305-0
  4. 2019年4月26日発売[23]、ISBN 978-4-09-870498-9
  5. 2019年12月26日発売[24]、ISBN 978-4-09-870731-7
- 『おしゃべりクロゼット』2022年1月26日発売[25]、ISBN 978-4-09-871583-1
- 『ないしょのリリー』2022年 - 、既刊4巻（2025年4月25日現在）
  1. 2022年8月26日発売[26][27]、ISBN 978-4-09-871752-1
  2. 2023年4月26日発売[28]、ISBN 978-4-09-872122-1
  3. 2024年2月26日発売[29]、ISBN 978-4-09-872528-1
  4. 2025年4月25日発売[30]、ISBN 978-4-09-873077-3

### アンソロジー
- ウチらの恋バナ！中学生編（共著、2012年3月30日発売[31]、ISBN 978-4-09-1344106）
- JS・JCモデル物語（共著、2013年8月30日発売[32]、ISBN 978-4-09-135569-0）
- ミラクルモデルデビュー（共著、2019年8月1日発売[33]、ISBN 978-4-09-870620-4）

### イラスト
小学館ジュニア文庫
- メチャ盛りユーチューバーアイドルいおん☆（著：山本李奈、2020年12月18日発売、ISBN 978-4-09-231356-9）

### その他
- 『アイカツスターズ!』と『アイドルタイムプリパラ』のコラボカード（『ちゃお』2017年10月号付録[34]） - 衣装プロデュース[34]